# Eritrasma
L'eritrasma és una infecció superficial de la pell que provoca taques (màcules) de pell marronosa i escatosa. És causada per Corynebacterium minutissimum, que forma part de la flora de la pell (els microorganismes que normalment estan presents a la pell) normal.
Hi ha dos tipus d'eritrasma: generalitzat i localitzat (interdigital i de plecs, com aixelles i engonals). No només es tracta d'un trastorn estètic desagradable, a més, semblaria que l'eritrasma disciforme pot ser un signe precoç de la diabetis mellitus tipus 2. L'eritrasma generalitzat és més freqüent en la diabetis mellitus tipus 2, on les lesions van més enllà de les zones del cos on la pell es frega. És prevalent entre els diabètics i els obesos, i en climes càlids; i s'agreuja amb roba oclusiva.
La presència d'eritrasma és aproximadament del 4% i és més probable que es trobi a les zones subtropicals i tropicals en comparació amb la resta del món. Es troba més comunament en afroamericans a causa de la pell més fosca i, tot i que ambdós sexes es veuen afectats, se sol trobar més freqüentment en els homes en les regions de la cuixa i la cama. Un gran contribuent a aquesta infecció és un sistema immunitari afeblit que ve amb l'envelliment, per tant, els ancians són més susceptibles a aquesta malaltia que els joves; això no vol dir que els joves no es vegin afectats. El perfil epidemiològic d'eritrasma queda parcialment sense resoldre.

## Diagnòstic
El diagnòstic diferencial de l'eritrasma inclou psoriasi, candidiasi, dermatofitosi i intertrigen. El diagnòstic es pot fer només a partir del quadre clínic. Tanmateix, una investigació senzilla de l'habitació fosca amb un llum de Wood també és útil per diagnosticar l'eritrasma.

## Tractament
Els tractaments inicials per a l'eritrasma lleu poden començar mantenint la zona neta i seca i amb sabons antibacterians. El següent nivell es tracta amb àcid fusídic tòpic i una solució antibacteriana com la clindamicina per erradicar els bacteris. Per a tipus agressius d'eritrasma, es poden receptar antibiòtics orals com els macròlids (eritromicina o azitromicina).